# Acid benzoic
Acidul benzoic (mai rar denumit și acid dracilic) este un acid monocarboxilic aromatic, format dintr-un rest de nucleu benzenic și o grupare carboxilică. Are formula chimică C7H6O2 (adesea scrisă C6H5-COOH). Denumirea sa provine de la rășina de benzoe (rășina benzoică), care era în trecut singura sursă cunoscută de acid benzoic. Sărurile sale, cunoscute ca și benzoați, sunt folosite în industria alimentară pe post de conservanți. Investigațiile anterioare de laborator, precum și lucrările teoretice foarte recente au evidențiat faptul că derivații acidului benzoic sunt promițătoare pentru inhibarea SARS-COV si COVID 19.

## Proprietăți
Acidul benzoic se prezintă sub formă de agregare solidă ca lamele incolore care se dizolvă greu în apă rece. La o temperatură de peste 370 °C se descompune în benzol și bioxid de carbon. Acidul are un miros intensiv fiind inflamabil.Culoarea soluției se modifică de la violet la brun închis cu obținerea precipitațiilor intermediar.
Acidul benzoic este o substanță solidă, cristalină, incoloră, a cărui nume derivă de la benzoină, care a fost pentru mult timp singura sursă de acid benzoic. Acest acid slab și sărurile sale sunt utilizați ca și conservanți alimentari. Acidul benzoic este un precursor important pentru sinteza multor substanțe organice.

## Istoric
Acidul benzoic a fost descoperit în secolul al 16-lea. Distilarea uscată (sublimarea) a gumei benzoina a fost descrisă pentru prima dată de Nostradamus (1556), și ulterior de Alexius Pedemontanus (1560) și Blaise de Vigenère (1596). Justus von Liebig și Friedrich Wöhler au determinat structura acidului benzoic în 1832. Ei au investigat de asemenea modul în care acidul hipuric este înrudit cu acidul benzoic. În 1875 Salkowski a descoperit proprietățile antifungice ale acidului benzoic.

## Obținere

### Preparare industrială
Acidul benzoic este produs în comerț prin oxidarea parțială a toluenului cu oxigen, având ca și catalizatori naftenatul de cobalt sau mangan și purificarea prin sublimare.

#### Preparare istorică
Primul proces industrial a implicat reacția tricolor-metil-benzenului cu hidroxidul de calciu în apă, utilizând fier și săruri de fier ca și catalizatori. Benzoatul de calciu rezultat a fost convertit la acid benzoic cu acid clorhidric. Produsul conține cantități semnificative de derivați clorurați de acid benzoic. Din acest motiv, acidul benzoic utilizat pentru consumul oamenilor a fost obținut prin distilarea uscată a gumei benzoină. Derivații benzenici având ca substituenți radicali alchil formează acid benzoic cu oxidanți stoechiometrici permanganat de potasiu, trioxid de crom și acid azotic.

### Preparare în laborator
Acidul benzoic este ieftin și se poate obține ușor. O trăsătură neobișnuită a acestui compus este ca punctul său de topire este egal cu masa (122). Pentru toate sintezele, acidul benzoic poate fi purificat prin recristalizare din apă, având o solubilitate mare în apă fierbinte și o solubilitate mică în apă rece. Evitarea solvenților organici pentru recristalizare face ca acest experiment să fie sigur.

#### 1)Prin hidroliză
Ca și orice alt nitril sau amidă, benzonitrilul și benzamida pot fi hidrolizate la acid benzoic sau la bazele sale conjugate în condiții acide sau bazice.

#### 2)Din benzaldehidă
Reacția Cannizzaro asigură formarea unor cantități egale de benzoate și alcool benzilic ; ultimul poate fi îndepărtat prin distilare.

#### 3)Din brom-benzen
Brom-benzenul în dietil-eter este amestecat cu magneziu ,și agitate pentru a produce bromura de fenil-magneziu (C6H5MgBr). Acestui reactiv Grignard i se adaugă încet dioxid de carbon solid pentru a forma benzoate, după care se adaugă acid diluat (HCl) pentru a forma acid benzoic.

#### 4) Din alcool benzilic
Alcoolul benzilic poate fi oxidat in fază lichidă, atât cu oxidant stoichiometric (de exemplu permanganat de sodiu) cât si catalitic utilizând aer sau oxigen ca oxidant. Oxidarea catalitică poate deveni competitivă din punct de vedere economic cu prepararea actuală pe scară industrială, mai ales prin utilizarea catalizatorilor care nu conțin metale rare sau foarte prețioase.

## Legături externe
- Definiție pentru aditivul alimentar „E210” la infocons.ro (denumire și descriere).